# Danjela
Danjela je žensko osebno ime.

## Izvor imena
Ime Danjela je različica ženskega osebnega imena Danijela.

## Pogostost imena
Po podatkih Statističnega urada Republike Slovenije je bilo na dan 31. decembra 2007 v Sloveniji število ženskih oseb z imenom Danjela: 155.

## Osebni praznik
Osebe z imenom Danjela lahko godujejo takrat kot Danijele.